# Amici di Dio
Gottesfreunde (Amici di Dio) è il nome dato agli uomini e alle donne che nel XIV secolo, tramite la loro condotta di vita, cercarono un'unione mistica con Dio.

## Storia
L'inizio di queste pratiche di devozione pare coincidere con la diffusione de Ornement des Noces spirituelles che  Giovanni Taulero tornando da una visita a Jan van Ruusbroec nel convento di Groenendael aveva riportato con sé.
I Gottesfreunde  si diffusero da Bruxelles a Colonia, dal Reno inferiore a Strasburgo, da Basilea alla Baviera, non come entità strutturata, ma come "stile di vita”.
Vi appartenevano laici, uomini e donne, che svolgevano lavori quotidiani in santità di vita, ma anche suore, frati e preti che preferivano predicare e scrivere in tedesco anziché in latino.
Per raggiungere l'unione con il divino è necessario per i Gottesfreunde, sull'esempio di Gesù nel giardino dei Getsemani “il totale annullamento di sé, del proprio volere, per permettere a Dio solo di agire”.
Altro aspetto della predicazione degli Amici di Dio è la volontà di servire Dio senza la speranza di una ricompensa.
Si potrebbe pensare che, in alcune pratiche, i Gottesfreunde si avvicinino al Valdismo, ma in verità l'unica somiglianza è la condanna dei costumi dei religiosi dell'epoca. Gli “amici di Dio” vissero chiaramente  all'interno della Chiesa, mantenendo il culto di Maria e dei Santi, la credenza sul Purgatorio, ed enfatizzando il grande valore della Santa Messa.
Appare interessante la singolare coincidenza tra la santificazione della vita quotidiana praticata dai Gottesfreunde nel '300 e l'attuale disposizione di vita dei discepoli di Josemaría Escrivá de Balaguer, autore delle omelie raccolte nel volume Amici di Dio.

## Religiosi e laici vicini ai Gottesfreunde
- Giovanni Taulero
- Rulman Merswin
- Beato Suso
- Margareta Ebner
- Heinrich von Nördlingen
- San Nicola di Flüe
- Mattia di Bolsheim
- Aimo Amgrund